# Eustrotia obliquilinea
Eustrotia obliquilinea är en fjärilsart som beskrevs av William Schaus 1911. Eustrotia obliquilinea ingår i släktet Eustrotia och familjen nattflyn. Inga underarter finns listade i Catalogue of Life.